# Gornji Orlovci
Gornji Orlovci (szerbül: Горњи Орловци), falu Bosznia-Hercegovinában, Bosanska krajina területén, Prijedor községben, a Szerb Köztársaságban. 

## Fekvése
Bosznia-Hercegovina északnyugati részén, a Potkozarje területén, Banja Lukától légvonalban 41, közúton 50 km-re északnyugatra, községközpontjától légvonalban 3, közúton 4 km-re keletre, 150 – 220 méteres tengerszint feletti magasságban, az Orlovača-patak mentén, enyhén dombos területen fekszik. Több, kis település tartozik hozzá.

## Népessége
| Nemzetiségi csoport | Népesség 1991 | Népesség 2013 |
| ------------------- | ------------- | ------------- |
| Szerb               | 408           | 491           |
| Bosnyák             | 3             | 3             |
| Horvát              | 3             | 9             |
| Jugoszláv           | 29            | 0             |
| Egyéb               | 13            | 9             |
| Összesen            | 456           | 512           |

## Története
A település 1878-ig tartozott az Oszmán Birodalomhoz, ekkor a berlini kongresszus határozata alapján az Osztrák-Magyar Monarchia része lett. Az évszázados oszmán uralom 1878. szeptember 6-án ért véget, amikor osztrák-magyar csapatok vonultak be Kozaracra és a szomszédos Prijedorra. 1910-ben a Prijedori járáshoz tartozó Orlovci településen 106 háztartást, 726 ortodox szerb, 1 római katolikus és 4 görög katolikus lakost találtak.
A monarchia szétesésével 1918-ban előbb a Szerb-Horvát-Szlovén Királyság, majd 1929-től a Jugoszláv Királyság része. 1921-ben Orlovci községnek 125 háztartása és 736 lakosa volt. Jugoszlávia megszállása után a falu a Független Horvát Állam (NDH) része lett. 1941. június 25-én ebben a faluban tartották a KPJ-tagok pártkonferenciáját a kozarai és a krajnai felkelésről. 1945-től a település a szocialista Jugoszlávia része. A boszniai háború idején a település a Boszniai Szerb Köztársaság része volt. A daytoni békeszerződést követő területfelosztásnál a település Prijedor község részeként a Szerb Köztársaság területéhez került.

## Nevezetességei
Osztrogi Szent Vaszilij tiszteletére szentelt pravoszláv templomát 2021-ben szentelték fel. A plébánia épülete 2023-ben létesült, addig a templom a projedori Szentháromság plébánia filiája volt. A templom Donji és Gornji Orlovci határán épült.